# صول مرتفع صغير

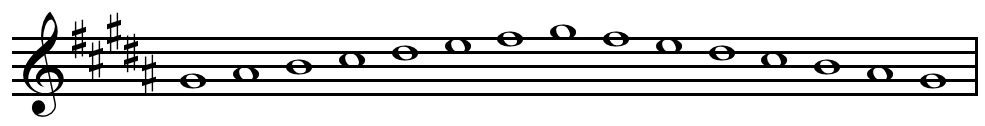
سلم صول مرتفع الصغير صعوداً وهبوطاً

صول مرتفع صغير (G-sharp minor) هو سلم موسيقي صغير يتألف من الدرجات الموسيقية صول المرتفعة ♯G، لا المرتفعة ♯A، سي B، دو المرتفعة ♯C، ري المرتفعة ♯D، مي E، فا المرتفعة ♯F، وينتهي بمفتاح صول المرتفعة ♯G، وذلك على الترتيب التالي من اليسار إلى اليمين:
♯G♯, A♯, B, C♯, D♯, E, F♯, G
يحوي سلم صول مرتفع الصغير على خمس إشارات رفع، واحدة على الصول وواحدة على اللا وواحدة على الدو وواحدة على الري وواحدة على الفا. إن السلم الصغير المتناغم معه يكون عن طريق رفع ♯F إلى F.
إن المفتاح الموسيقي القريب له على السلم الكبير هو سي كبير، أما المفتاح الموسيقى الموازي فهو صول مرتفع كبير.